# Barbara Maklintok
Barbara Maklintok (engl. Barbara McClintock; 16. jun 1902 — 2. septembar 1992) je dobitnik Nobelove nagrade za fiziologiju ili medicinu 1983. Ona je bila američka naučnica i jedan od najistaknutijih citogenetičara. Maklintok je doktorirala botaniku na Kornel univerzitetu 1927, gde je bila lider u razvoju citogenetike kukuruza. To polje je ostalo u fokusu njenih istraživanja tokom ostatka karijere. Od kasnih 1920-tih, Maklintok je izučavala hromozome i kako se oni menjaju tokom reprodukcije kukuruza. Njen rad je bio revolucionaran. Ona je razvila tehnike za vizuelizaciju hromozoma kukuruza i koristila mikroskopsku analizu da demonstrira mnoge fundamentalne genetičke ideje, uključujuči genetičku rekombinaciju putem krosing-overa tokom mejoze — mehanizam kojim hromozomi razmenjuju informacije. Ona je proizvela prvu genetičku mapu kukuruza, povezujući regione hromozoma sa fizičkim karakteristikama, i demonstrirala uloge telomera i centromera, regiona hromozoma koji su važni za konzervaciju genetičke informacije. Ona je bila priznata kao jedna od najboljih u svom polu, nagrađena prestižnim stipendijama, i izabrana za člana Nacionalne akademije nauka SAD 1944.
Tokom 1940-tih i 1950-tih, Maklintok je otkrila transpoziciju i koristila je da pokaže kako su geni odgovorni za fizičke karakteristike. Ona je razvila teorije kojima se objašnjava represija ili ekspresija genetičke informacije sa jedne generacije kukuruza na sledeću. Naišavši na skepticizam u pogledu njenih istraživanja i njihovih implikacija, ona je prestala da objavljuje svoje nalaze 1953. Maklintok je bazirala svoje poglede na naučnoj osnovi umesto predrasuda.
Tokom kasnijeg perioda, ona je sprovela ekstenzivna ispitivanja citogenetike i etnobotanike kukuruznih rasa iz Južne Amerika. Maklintokova istraživanja su bila šire prihvaćena tokom 1960-tih i 1970-tih, kada je pokazano da mehanizmi genetičke promene i regulacije, koje je ona demonstrirala na kukuruzu 1940-tih i 1950-tih, imaju opšti značaj. Nagrade i priznanja za njen doprinos polju su usledile, uključujući Nobelovu nagradu za fiziologiju ili medicinu 1983. za otkriće genetičke transpozicije. Ona je jedina žena koja je samostalno primila ovu nagradu u toj kategoriji.

## Literatura
- Coe, Edward; Kass, Lee B. (2005). „Proof of physical exchange of genes on the chromosomes”. Proceedings of the National Academy of Sciences. 102 (19): 6641—6646. Bibcode:2005PNAS..102.6641C. PMC 1100733 . PMID 15867161. doi:10.1073/pnas.0407340102 .
- Comfort, N. C. (1999). „"The real point is control": The reception of Barbara McClintock's controlling elements”. Journal of the History of Biology. 32 (1): 133—162. PMID 11623812. S2CID 2918489. doi:10.1023/a:1004468625863.
- Comfort, Nathaniel C. . The tangled field: Barbara McClintock's search for the patterns of genetic control. Harvard University Press. 2001. ISBN 978-0-674-00456-6.. Cambridge, MA.
- Kass, Lee B. 2003. "Records and recollections: A new look at Barbara McClintock, Nobel Prize-Winning geneticist". Genetics 164 (August): 1251-1260.
- Kass, Lee B. „Harriet Creighton: Proud botanist”. Plant Science Bulletin. 51 (4): 118—125. 2005.. Available online, December 2005: Botanical Society of America
- Kass, Lee B. 2005. "Missouri compromise: tenure or freedom. New evidence clarifies why Barbara McClintock left Academe". Maize Genetics Cooperation Newsletter 79: 52-71; article without footnotes or photographs; available, online April 2005: Maize Genetics Cooperation Newsletter
- Kass, Lee B. and Christophe Bonneuil. 2004. "Mapping and seeing: Barbara McClintock and the linking of genetics and cytology in maize genetics, 1928-1935". Chapt 5. стр. 91–118, in Hans-Jörg Rheinberger and Jean-Paul Gaudilliere (eds.), Classical Genetic Research and its Legacy: The Mapping Cultures of 20th Century Genetics. London: Routledge.
- Keller, Evelyn Fox: A feeling for the organism. W. H. Freeman and Company. . New York. 1983. ISBN 978-0-7167-1433-0. Недостаје или је празан параметар |title= (помоћ)
- Bogdanov, Iu (2002). „Life devoted to science. 100th anniversary of Barbara McClintock's birth”. Genetika. 38 (8): 1163—1166. PMID 12430570.
- Fedoroff, Nina V. (1995). Barbara McClintock: Biographical Memoirs of the National Academy of Science. 68. 1995. стр. 211—36. Архивирано из оригинала 07. 06. 2011. г. Приступљено 19. 05. 2012.. .
- Fedoroff, Nina V. 2002. Fedoroff, Nina (2002). „The well mangled McClintock myth”. Trends in Genetics. 18 (7): 378—379. doi:10.1016/S0168-9525(02)02681-1..
- Kass, L. B. 1999. "Current list of Barbara McClintock's publications". Maize Genetics Cooperation Newsletter 73: 42-48. Available online, 1998: Maize Genetics Cooperation Newsletter
- Kass, Lee B. 2000. "McClintock, Barbara, American botanical geneticist, 1902-1992". стр. 66–69, in Plant Sciences. edited by R. Robinson. Macmillan Science Library, USA.
- Kass, Lee B. (2002). „The Tangled Field, by N. Comfort”. Isis. 93 (4): 729—730. doi:10.1086/376037..
- Kass, L. B., 2004. Identification of photographs for the Barbara McClintock papers on the National Library of Medicine website. Maize Genetics Cooperation Newsletter 78: 24-26, available online, 2003: Maize Genetics Cooperation Newsletter
- Kass Lee, B. 2007. Harriet B. Creighton (1909–2004), on Women Pioneers in Plant Biology, American Society of Plant Biologists website, edited by Ann Hirsch. Published online, February 2007: American Society of Plant Biologists
- Kass Lee, B. 2007. Barbara McClintock (1902–1992), on Women Pioneers in Plant Biology, American Society of Plant Biologists website, Ann Hirsch editor. Published online, March 2007: American Society of Plant Biologists
- Kass, L. B. and R. P. Murphy. 2003. "Will the real Maize Genetics Garden please stand up?" Maize Genetics Cooperation Newsletter. 77: 41-43. Available online, 2003: Maize Genetics Cooperation Newsletter
- Kass, L. B and W. B. Provine. 1999 (&1998). Formerly restricted interview with Barbara McClintock, now available at Cornell University Archives. Maize Genetics Cooperation Newsletter. 73: 41. Available online, 1998: Maize Genetics Cooperation Newsletter
- Kass, Lee B. Chris Bonneuil, and Ed Coe. 2005. "Cornfests, cornfabs and cooperation: The origins and beginnings of the Maize Genetics Cooperation News Letter". Genetics 169 (April): 1787-1797. Available online, May 6, 2005: Kass, Lee B.; Bonneuil, Christophe; Coe, Edward H. (2005). „Cornfests, Cornfabs and Cooperation”. Genetics. Genetics Society of America. 169 (4): 1787—1797. PMC 1449575 . PMID 15879515. doi:10.1093/genetics/169.4.1787.
- Murphy, R.P. and L.B. Kass. 2007. Evolution of Plant Breeding at Cornell University: A Centennial History, 1907-2006. Department of Plant Breeding & Genetics, Cornell University, Ithaca, NY. стр. 1–98, Appendices A1-A98, Photo Section P1-P38. (July 2007).
- Kass, Lee B. 2007b. Barbara McClintock (1902–1992), on Women Pioneers in Plant Biology, American Society of Plant Biologists website, Ann Hirsch editor. Published online, March 2007: https://web.archive.org/web/20031203235101/http://www.aspb.org/committees/women/pioneers.cfm#McClintock
- Kass, Lee B. 2007a. Harriet B. Creighton (1909–2004), on Women Pioneers in Plant Biology, American Society of Plant Biologists website, Ann Hirsch editor. Published online, February 2007: https://web.archive.org/web/20031203235101/http://www.aspb.org/committees/women/pioneers.cfm#Creighton
- Kass, Lee B. and E. Cobb. 2007. Landmarks and milestones in American plant biology, the Cornell connection. Plant Science Bulletin 53(3, fall): 90-101). Available online, Sept 2007: https://web.archive.org/web/20101214121147/http://botany.org/plantsciencebulletin/psb-2007-53-3.pdf
- Kass, L. B. 2009. Barbara McClintock’s contributions to Biological Abstracts: Another Cornell connection. Maize Genetics Cooperation Newsletter 83: 20-21. https://web.archive.org/web/20110717184321/http://www.agron.missouri.edu/mnl/83/pdf%20files/20Kass.pdf [issued Nov 1, 2009]
- Kass, L. B. and Chomet, P. 2009. Barbara McClintock, Pgs. 17-52, in J. Bennetzen and S. Hake, Editors, Handbook of Maize: Genetics and Genomics. Springer.
- Jones, R. N. (2005). „McClintock's controlling elements: The full story”. Cytogenetic and Genome Research. 109 (1–3): 90—103. PMID 15753564. S2CID 1942841. doi:10.1159/000082387.
- Lamberts, William J. (2000) "McClintock, Barbara". American National Biography Online. Oxford University Press
- McClintock, Barbara. (1987). The discovery and characterization of transposable elements: the collected papers of Barbara *McClintock. ed John A. Moore. Garland Publishing, Inc. ISBN 978-0-8240-1391-2.
- Fedoroff, Nina; Botstein, David (1993). The Dynamic Genome: Barbara McClintock's Ideas in the Century of Genetics. New York: Cold Spring Harbor Laboratory Press. ISBN 978-0-87969-396-1.
- The Barbara McClintock Papers - Profiles in Science, National Library of Medicine.
- Barbara McClintock Papers, 1927-1991 at the American Philosophical Society

## Spoljašnje veze
- Zvanični sajt Luis Gros Horvitc nagrade
- Arhivi Kold Spring Harbor laboratorije